# 1940-es magyar vívóbajnokság
Az 1940-es magyar vívóbajnokság a harminchatodik magyar bajnokság volt. A férfi tőrbajnokságot június 9-én rendezték meg Budapesten, a Műegyetemen, a párbajtőrbajnokságot június 2-án Budapesten, a HTVK Váci utcai vívótermében, a kardbajnokságot június 16-án Budapesten, a Műegyetemen, a női tőrbajnokságot pedig június 9-én Budapesten, a Műegyetemen.

## Eredmények
| Versenyszám          | Arany                                          | Arany | Ezüst                                    | Ezüst | Bronz                           | Bronz |
| -------------------- | ---------------------------------------------- | ----- | ---------------------------------------- | ----- | ------------------------------- | ----- |
| Férfi tőrvívás       | Gerevich Aladár MAC                            |       | Hátszeghy József Honvéd Tiszti VK        |       | Berzsenyi Barnabás BEAC         |       |
| Férfi párbajtőrvívás | Kevey János Honvéd Tiszti VK                   |       | Hennyey Imre Honvéd Tiszti VK            |       | Joós Miklós Honvéd Tiszti VK    |       |
| Férfi kardvívás      | Kovács Pál Honvéd Tiszti VK                    |       | Gerevich Aladár MAC                      |       | dr. Rajczy Imre BEAC            |       |
| Női tőrvívás         | vitéz Majorné Horváth Katalin Honvéd Tiszti VK |       | Gerevichné Bogáthy Erna Honvéd Tiszti VK |       | Benke Magdolna Honvéd Tiszti VK |       |